# Pojken på månen
Pojken på månen är en skiva från 1995 med Rikard Wolff. Skivan blev Wolffs genombrott som musiker.

## Låtlista
| Nr           | Titel               | Kompositör                 | Längd |
| ------------ | ------------------- | -------------------------- | ----- |
| 1.           | Pojken på månen     | Lisa Ekdahl                | 03:40 |
| 2.           | Tystnaden           | Lisa Ekdahl                | 02:12 |
| 3.           | Bind en duk         | Efva Attling, Eva Dahlgren | 04:16 |
| 4.           | Paris               | Mikael Wiehe               | 04:52 |
| 5.           | Inuti dig           | Lisa Ekdahl                | 04:12 |
| 6.           | Det vackraste mötet | Fredrik Meyer              | 03:04 |
| 7.           | Röda dina läppar    | Lisa Ekdahl                | 02:59 |
| 8.           | Oslo                | Fredrik Meyer              | 02:56 |
| 9.           | I den vita staden   | Marie Fredriksson          | 04:48 |
| 10.          | Svart               | Lisa Ekdahl                | 03:51 |
| 11.          | Stazione Termini    | Eva Dahlgren               | 04:44 |
| 12.          | Allt du kan önska   | Magnus Carlsson            | 01:33 |
| Total längd: | Total längd:        | Total längd:               | 43:07 |